# Три воспоминания моей юности
«Три воспоминания моей юности» (фр. Trois souvenirs de ma jeunesse, в англоязычном прокате известен как Мои золотые дни, англ. My Golden Days) — французский драматический фильм 2015 года, поставленный режиссёром Арно Деплешеном. Лента является приквелом фильма «Как я обсуждал... (мою сексуальную жизнь)», вышедшего на экраны в 1996 году. Вышел на DVD 13 октября 2015 года.
Фильм был показан в рамках Двухнедельника режиссёров на 68-м Каннском кинофестивале в 2015 году, где он получил Приз общества драматических авторов и композиторов (SACD). Лента была номинирована в 11 категориях на получение кинопремии «Сезар» 2016 года, в том числе как лучший фильм и за лучшую режиссёрскую работу (получил награду).

## Сюжет
Закончив свои антропологические исследования, полный уверенности, Поль Дедалю возвращается из Туркменистана в родную Францию, где в аэропорту его встречает спецназ и агент службы национальной безопасности, который предъявляет паспорт его двойника, который умер два года назад в Австралии, требуя объяснений. Это побуждает обратиться к прошлому Поля. Он вспоминает своё детство в Рубе, приступы безумия матери, ту связь, которая объединяла его с братом Иваном. Вспоминает, как ему исполнилось шестнадцать, а отец стал безутешным вдовцом. Вспоминает студенческие годы в Париже и знакомство с доктором Беганзином, свой растущий интерес к антропологии. Среди его воспоминаний — и конспиративная поездка в советский Минск, где он вместе со своим загранпаспортом отдал своё имя еврейскому парню-отказнику. И, конечно же, Поль вспоминает Эстер — любовь всей своей жизни…

## В ролях
- Кантен Дольмер — Поль Дедалю
- Лу Руа-Леколлине — Эстер
- Матье Амальрик — взрослый Поль
- Динара Друкарова — Ирина
- Сесиль Гарсия-Фогель — Жанна Дедалю
- Франсуаза Лебрюн — Роз
- Ирина Вавилова — мадам Сидорова
- Оливье Рабурден — Абель Дедалю
- Элиот Мильштейн — Марк Сильберберг
- Пьер Андро — Ковальки
- Лили Тайеб — Дельфин Дедалю
- Рафаэль Коэн — Иван Дедалю
- Григорий Хейфец — Натан
- Клеманс ле Галль — Пенелопа
- Тэо Фернандес — Боб

## Признание
| Награды и номинации фильма «Три воспоминания моей юности» | Награды и номинации фильма «Три воспоминания моей юности» | Награды и номинации фильма «Три воспоминания моей юности»                            | Награды и номинации фильма «Три воспоминания моей юности» | Награды и номинации фильма «Три воспоминания моей юности» | Награды и номинации фильма «Три воспоминания моей юности» |
| Год                                                       | Кинофестиваль/кинопремия                                  | Категория/награда                                                                    | Номинант                                                  | Результат                                                 |                                                           |
| --------------------------------------------------------- | --------------------------------------------------------- | ------------------------------------------------------------------------------------ | --------------------------------------------------------- | --------------------------------------------------------- | --------------------------------------------------------- |
| 2015                                                      | Каннский международный кинофестиваль                      | Приз общества драматических авторов и композиторов (SACD) (Двухнедельник режиссеров) | «Три воспоминания моей юности»                            | Победа                                                    |                                                           |
| 2015                                                      | Международный кинофестиваль в Чикаго                      | Гран-при «Золотой Гюго» за лучший фильм                                              | «Три воспоминания моей юности»                            | Номинация                                                 |                                                           |
| 2015                                                      | Международный кинофестиваль в Чикаго                      | «Серебряная Мемориальная доска» лучшему художнику-постановщику                       | Тома Бакуни                                               | Победа                                                    |                                                           |
| 2015                                                      | Кинофестиваль в Кабуре                                    | Лучший режиссёр                                                                      | Арно Деплешен                                             | Победа                                                    |                                                           |
| 2015                                                      | Приз Луи Деллюка                                          | самый Лучший фильм                                                                   | «Три воспоминания моей юности»                            | Номинация                                                 |                                                           |
| 2016                                                      | Премия «Люмьер»                                           | Лучший фильм                                                                         | «Три воспоминания моей юности»                            | Номинация                                                 |                                                           |
| 2016                                                      | Премия «Люмьер»                                           | Лучший режиссёр                                                                      | Арно Деплешен                                             | Победа                                                    |                                                           |
| 2016                                                      | Премия «Люмьер»                                           | Лучший молодой актёр                                                                 | Кантен Дольмер                                            | Номинация                                                 |                                                           |
| 2016                                                      | Премия «Люмьер»                                           | Лучшая молодая актриса                                                               | Лу Руа-Леколліне                                          | Номинация                                                 |                                                           |
| 2016                                                      | Премия «Люмьер»                                           | Лучший сценарий                                                                      | Арно Деплешен, Жюли Пейр                                  | Номинация                                                 |                                                           |
| 2016                                                      | Премия «Люмьер»                                           | Лучший кинооператор                                                                  | Ирина Любчански                                           | Номинация                                                 |                                                           |
| 2016                                                      | Премия «Люмьер»                                           | Лучшая музыка к фильму                                                               | Грегуар Гецель                                            | Победа                                                    |                                                           |
| 2016                                                      | Премия «Сезар»                                            | Лучший фильм                                                                         | «Три воспоминания моей юности»                            | Номинация                                                 |                                                           |
| 2016                                                      | Премия «Сезар»                                            | Лучшая режиссёрская работа                                                           | Арно Деплешен                                             | Победа                                                    |                                                           |
| 2016                                                      | Премия «Сезар»                                            | Перспективный актёр                                                                  | Кантен Дольмер                                            | Номинация                                                 |                                                           |
| 2016                                                      | Премия «Сезар»                                            | Самая перспективная актриса                                                          | Лу Руа-Леколлине                                          | Номинация                                                 |                                                           |
| 2016                                                      | Премия «Сезар»                                            | Лучший сценарий                                                                      | Арно Деплешен, Жюли Пейр                                  | Номинация                                                 |                                                           |
| 2016                                                      | Премия «Сезар»                                            | Лучшая операторская работа                                                           | Ирина Любчански                                           | Номинация                                                 |                                                           |
| 2016                                                      | Премия «Сезар»                                            | Лучшие декорации                                                                     | Тома Бакуни                                               | Номинация                                                 |                                                           |
| 2016                                                      | Премия «Сезар»                                            | Лучший дизайн костюмов                                                               | Натали Рауль                                              | Номинация                                                 |                                                           |
| 2016                                                      | Премия «Сезар»                                            | Лучший монтаж                                                                        | Лоранс Брио                                               | Номинация                                                 |                                                           |
| 2016                                                      | Премия «Сезар»                                            | Лучший звук                                                                          | Николя Конта, Сильвен Мельбран, Стефан Тибо               | Номинация                                                 |                                                           |
| 2016                                                      | Премия «Сезар»                                            | Лучшая музыка к фильму                                                               | Грегуар Гецель                                            | Номинация                                                 |                                                           |